# Эль-Кахон (гидроэлектростанция)
Плотина Эль-Кахон — мексиканская гидроэлектростанция на реке Рио-Гранде-де-Сантьяго.
Плотина электростанции является каменно-набросной с бетонным водонепроницаемым экраном. Её длина — 640 м (550 м по гребню), высота — 188 м. Полная ёмкость водохранилища около 2,4 км³. Электростанция приплотинная, подземная. Установленная мощность генераторов 750 МВт (2 генератора СВ-1182/300-48ТВ4 мощностью 375 МВт), среднегодовая выработка электроэнергии 1228 ГВт·ч. Управляется Федеральной комиссией Мексики по электроэнергетике.
Строительство началось в 2003 году и было завершено в июне 2007 года. Результаты строительства гидроэлектростанции Эль-Кахон, по оценке экспертов Федеральной комиссии, следующие:
- стоимость постройки 800 миллионов долларов;
- экономический эффект в размере 2 миллиардов песо (160 миллионов долларов);[значимость факта?]
- создано около 10 000 прямых и косвенных рабочих мест;
- улучшение подъездных дорог, полезное для примерно 20 000 жителей;
- ориентировочная ежегодная экономия в два миллиона баррелей (318 тыс. м³) мазута;
- упорядочивание функционирования ГЭС Aguamilpa (Aguamilpa Hydroelectric Station) за счет регулирования стоков в бассейне Рио-Гранде-де-Сантьяго.[1]

При строительстве бетонного водонепроницаемого экрана была применена инновационная технология: различные участки экрана выполнены из бетона с разными гранулометрическими характеристиками. Это обеспечило 25-процентную экономию в объёме экрана.